# Amt Oldenswort
Das Amt Oldenswort war ein Amt im Kreis Eiderstedt in Schleswig-Holstein. Er umfasste die Gemeinden Norderfriedrichskoog und Oldenswort.
1889 wurde im Kreis Eiderstedt der Amtsbezirk Oldenswort gebildet. Zu ihm gehörte die Gemeinde Oldenswort und der Gutsbezirk Hoyerswort, der nach seiner Auflösung in die Gemeinde Oldenswort eingegliedert wurde.
1948 wurde der Amtsbezirk aufgelöst und Osterhever bildete zusammen mit Norderfriedrichskoog, das vorher zum Amtsbezirk Witzwort gehörte, das Amt Oldenswort. Mit der Bildung des Kreises Nordfriesland wurde das Amt 1970 aufgelöst und die beiden Gemeinden kamen zum Amt Eiderstedt-West, das sich daraufhin in Amt Eiderstedt umbenannte.